# Panjas
Panjas település Franciaországban, Gers megyében. Lakosainak száma 429 fő (2022. január 1.). Panjas Bourrouillan, Caupenne-d’Armagnac, Estang, Laujuzan, Lias-d’Armagnac, Maupas és Salles-d’Armagnac községekkel határos.

## Népesség
A település népességének változása:
| Lakosok száma | 559  | 437  | 447  | 372  | 390  | 395  | 400  | 412  | 418  | 429  |
|               | 1968 | 1982 | 1990 | 2006 | 2013 | 2015 | 2017 | 2019 | 2020 | 2022 |